# بايرون روبرتس
بايرون روبرتس (بالإنجليزية: Byron Roberts)‏ هو منتج أفلام أمريكي، ولد في 20 أغسطس 1910 في بروكلين في الولايات المتحدة، وتوفي في 11 يونيو 2003 في بيفرلي هيلز في الولايات المتحدة.

## وصلات خارجية
- بايرون روبرتس على موقع IMDb (الإنجليزية)
- بايرون روبرتس على موقع قاعدة بيانات الفيلم (الإنجليزية)